# St. Margaret (Landshut)
Koordinaten: 48° 31′ 25,1″ N, 12° 8′ 39,8″ O
Die römisch-katholische Pfarrkirche St. Margaret in Landshut-Achdorf ist ein neobarocker Kirchenbau, der in den Jahren 1910 bis 1912 nach den Plänen des Regensburger Architekten Heinrich Hauberrisser errichtet wurde. Sie ersetzte die alte gotische Kirche als Pfarrkirche des ursprünglich ländlich geprägten Achdorf.

## Alt-St. Margaret

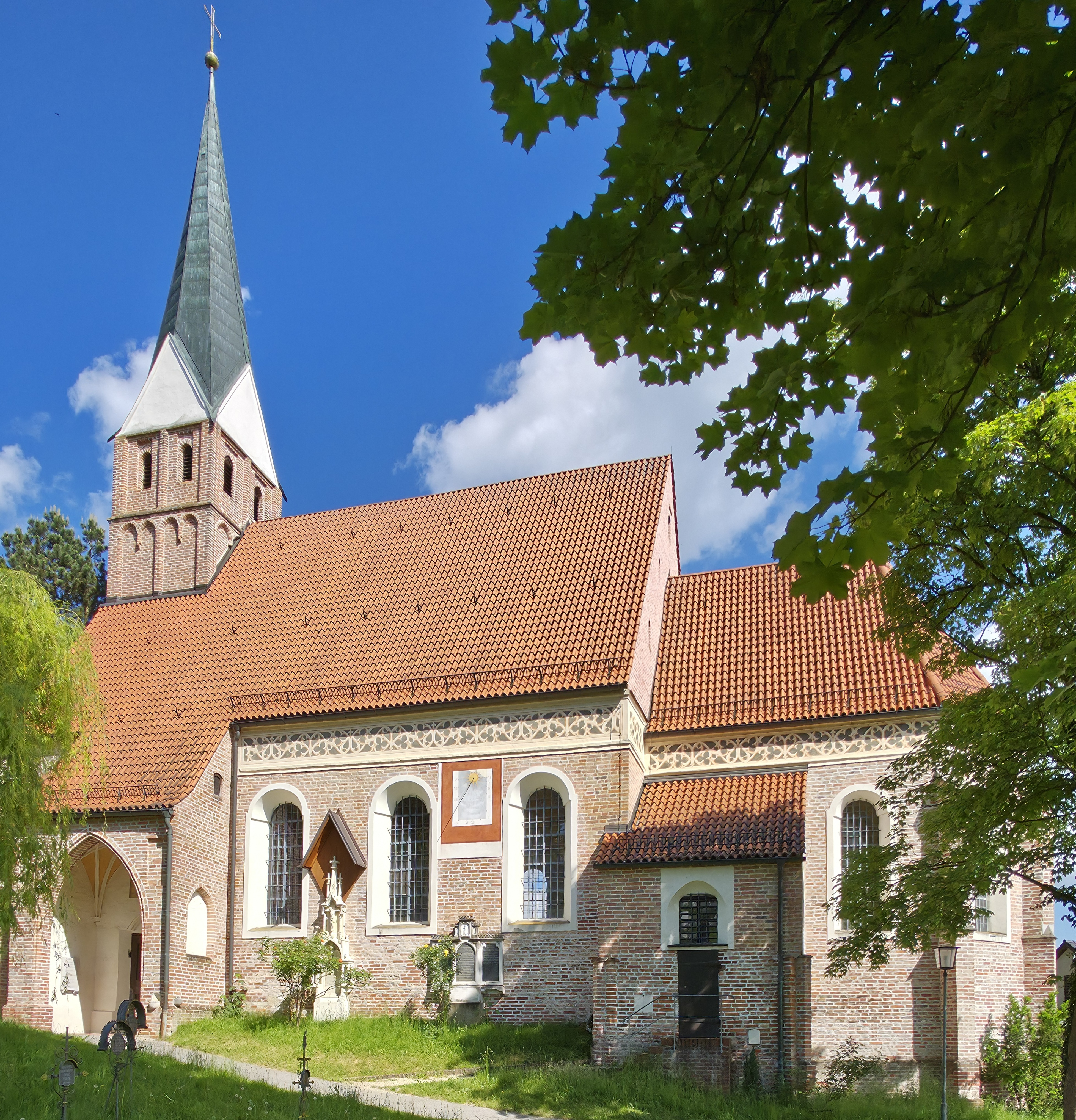
Außenansicht von Alt-St. Margaret

Innenansicht von Alt-St. Margaret

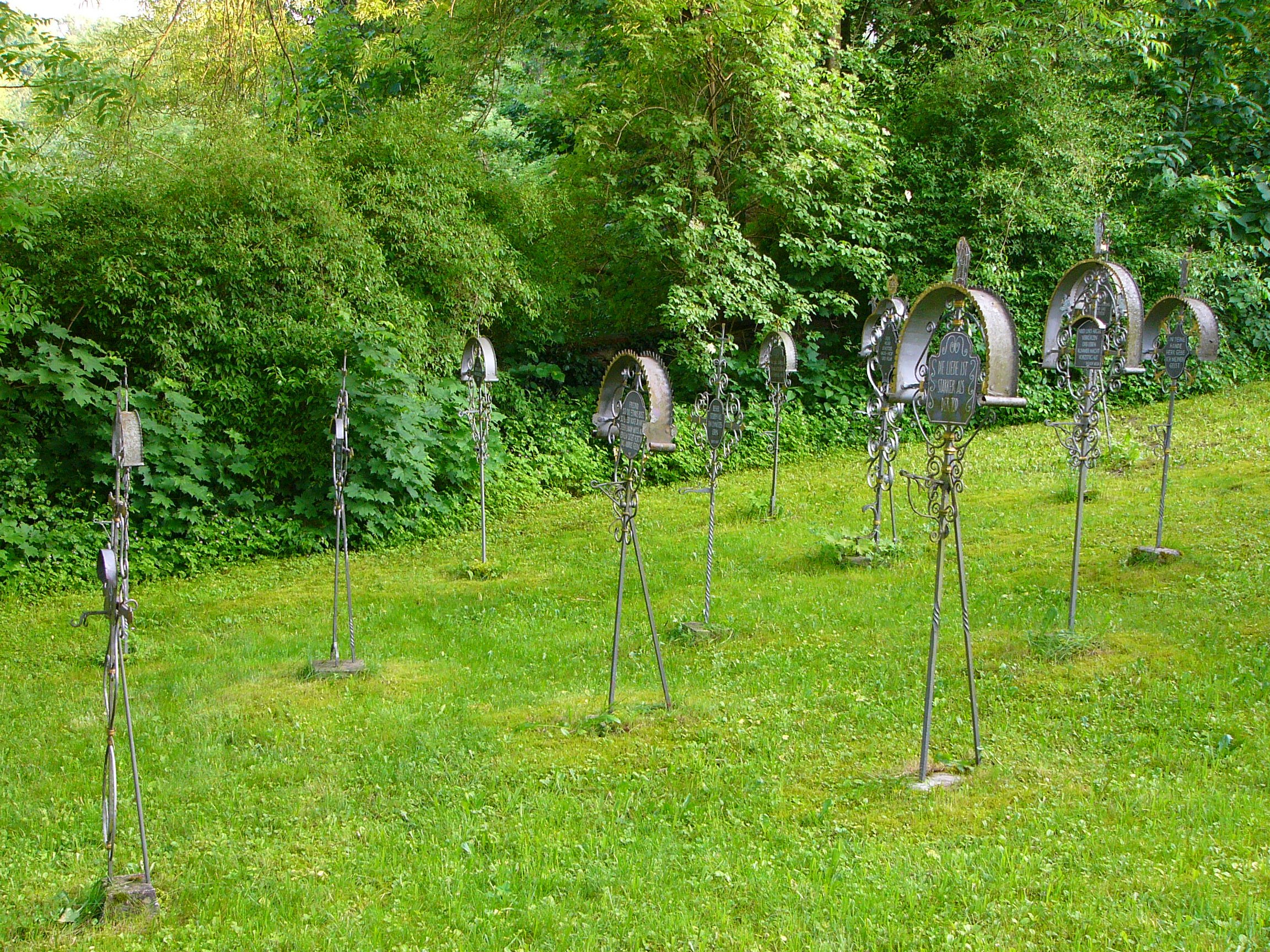
Schmiedeeiserne Grabkreuze auf dem alten Achdorfer Friedhof

### Geschichte
Die alte Pfarrkirche St. Margaret, eine spätgotische Saalkirche in Backsteinbauweise, ist ein Musterbeispiel für die Baukunst der sogenannten Landshuter Bauhütte und wurde wohl von den Nachfolgern des berühmten Hans von Burghausen († 1432) um 1440 errichtet. Eine Glockeninschrift trägt genau diese Jahreszahl. In der Barockzeit wurde der Bau teilweise umgestaltet. Für 1872, 1888 und 1971 sind Restaurierungsarbeiten belegt. Heute wird das Gotteshaus lediglich im Sommer für Werktagsgottesdienste, Taufen oder Trauungen genutzt.
Alt-St. Margaret war nicht die erste Kirche für die Bewohner des Achdorfer Tals. Bereits 1314 ist ein Gotteshaus in dem Dorf erstmals erwähnt. Es wird jedoch davon ausgegangen, dass bereits im 10. Jahrhundert ein hölzerner Kirchenbau bestand.
Da sich früher rund um die alte Kirche der Achdorfer Friedhof befand, sind auch eine spätgotische Friedhofskapelle aus der Zeit um 1500, eine alte Friedhofsmauer und zahlreiche schmiedeeiserne Grabkreuze erhalten.

### Architektur
Die nach Osten ausgerichtete Saalkirche umfasst einen eingezogenen Chor mit zwei Jochen und Schluss in drei Seiten des Achtecks, ein Langhaus mit vier Jochen und einen Westturm. Auf der Südseite setzt sich das Langhaus bis zur Westflucht des Turms fort. Die beiden Baukörper besitzen separate Satteldächer, wobei das des Langhauses deutlich höher ist. Südlich am Chor ist die Sakristei angebaut, südlich am vierten Langhausjoch eine Vorhalle, die das einzige Portal enthält. Westlich an der Vorhalle und nördlich am Turm befinden sich kleinere Anbauten.
Der Außenbau ist größtenteils unverputzt. Der Chor ist durch einmal abgesetzte Strebepfeiler gegliedert, wobei der obere Absatz übereck gestellt ist. Auf der Nordseite des Langhauses sind zweimal abgesetzte Strebepfeiler zu finden, während die Südseite ohne eine solche Gliederung auskommt. Die Strebepfeiler schließen oben mit einem Pultdach ab – ein typisches Stilmerkmal der Landshuter Bauhütte. Gleiches gilt für das einfache Friesband, das sich unterhalb des Daches entlang zieht. Die Fensteröffnungen waren ursprünglich spitzbogig, wurden aber barock ausgerundet.
Der Turm umfasst fünf Geschosse über quadratischem Grundriss. An den beiden unteren Geschossen ist er durch gefaste Spitzbogen gegliedert, am dritten und vierten Geschoss durch einen gestelzten Spitzbogenfries auf gefasten Eck- und Mittellisenen und einfachen Konsolsteinen. Das oberste Geschoss weist lediglich eine Gliederung durch Eck- und Mittellisenen sowie allseitig zwei barock ausgerundete Schallöffnungen auf. Über vier Dreiecksgiebeln erhebt sich ein achtseitiger neugotischer Spitzhelm.
Die Vorhalle öffnet sich nach außen hin im Spitzbogen, der mit einem Rundstab zwischen Hohlkehlen profiliert ist. Sie weist ein Gewölbe#Netzgewölbe mit birnstabförmigen Rippen und rundem Schlussstein auf. Das Portal war ursprünglich spitzbogig mit Rundstabprofilierung, erhielt aber im Zuge des Barockumbaus einen geraden Sturz. Langhaus und Chor werden von einem Tonnengewölbe mit Stichkappe überspannt, das auf die Erbauungszeit der Kirche zurückgeht. Die ursprünglichen Gewölberippen wurden in der Barockzeit abgeschlagen. Durch die Tünchung der Decke entsteht heute allerdings wieder der Eindruck eines Rippengewölbes. Außerdem wurden bei der Barockisierung die massigen Wandpfeiler zu schlanken Pilastern verändert. Den Übergang zwischen Chor und Schiff vermittelt ein spitzer Chorbogen, der an der Westseite gekehlt ist. Aus der Barockzeit stammt die zweijochige unterwölbte Empore, die auf einem massiven Rundpfeiler aus Stein ruht. In der Sakristei befindet sich ein Rippengewölbe in einfacher sternförmiger Figuration.

### Ausstattung
Die Ausstattung ist überwiegend neuromanisch, es sind aber auch noch Kunstwerke der Spätgotik erhalten: Bei der Renovierung 1971 wurden die drei spätgotischen Hochaltarfiguren Maria, Barbara und Katharina in einem neuen Schrein zusammengefasst. Diese stammen aus der Zeit um 1480 und wurden bei der Renovierung 1872 überarbeitet und neu gefasst. Außerdem stammen eine Alabasterfigur der heiligen Margareta um 1440 interessant und das weit ausladende, achteckige Taufbecken auf einem massigen, achteckigen Fuß noch aus der Erbauungszeit der Kirche.

## Neu-St. Margaret

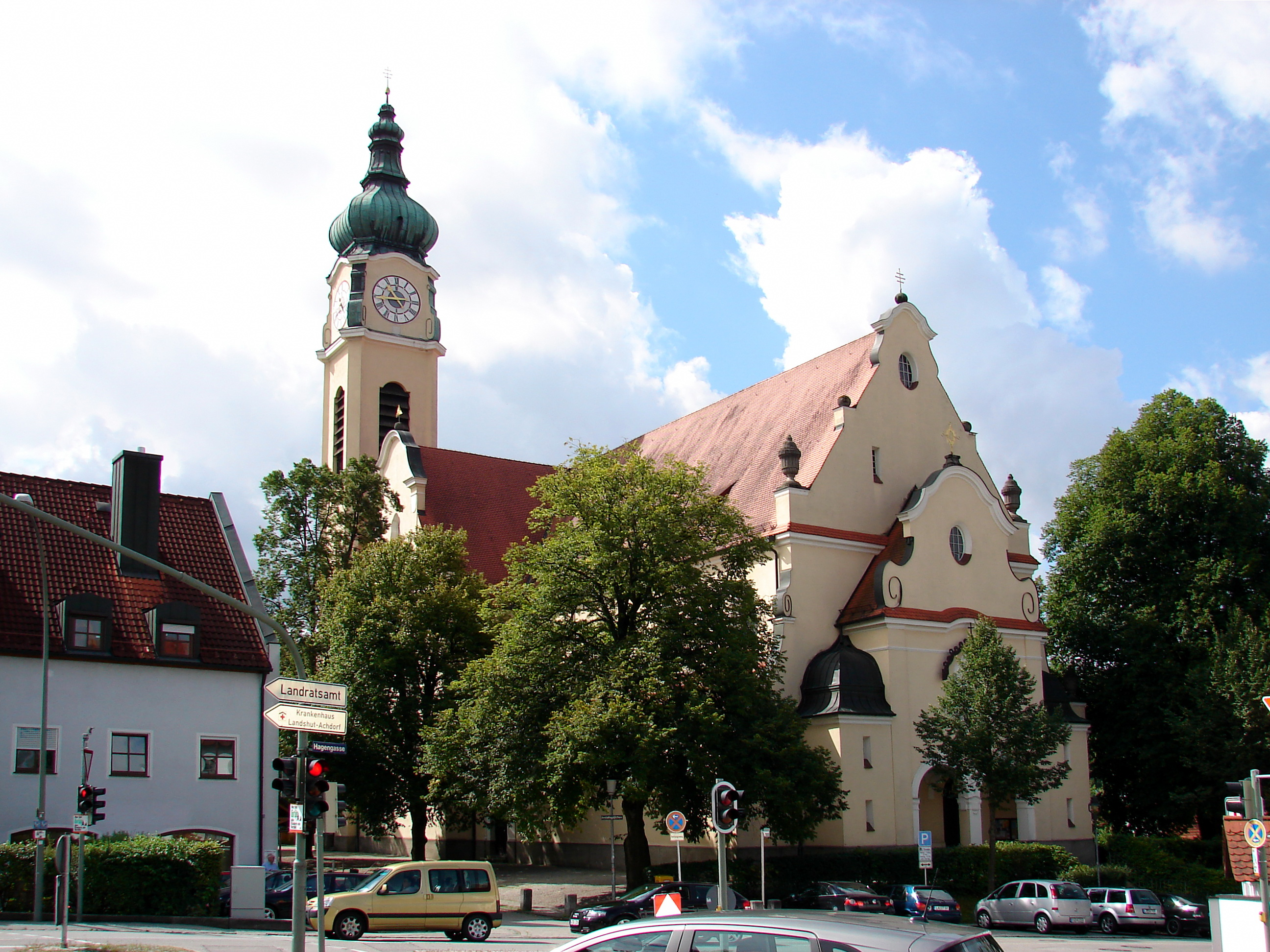
Außenansicht von Neu-St. Margaret

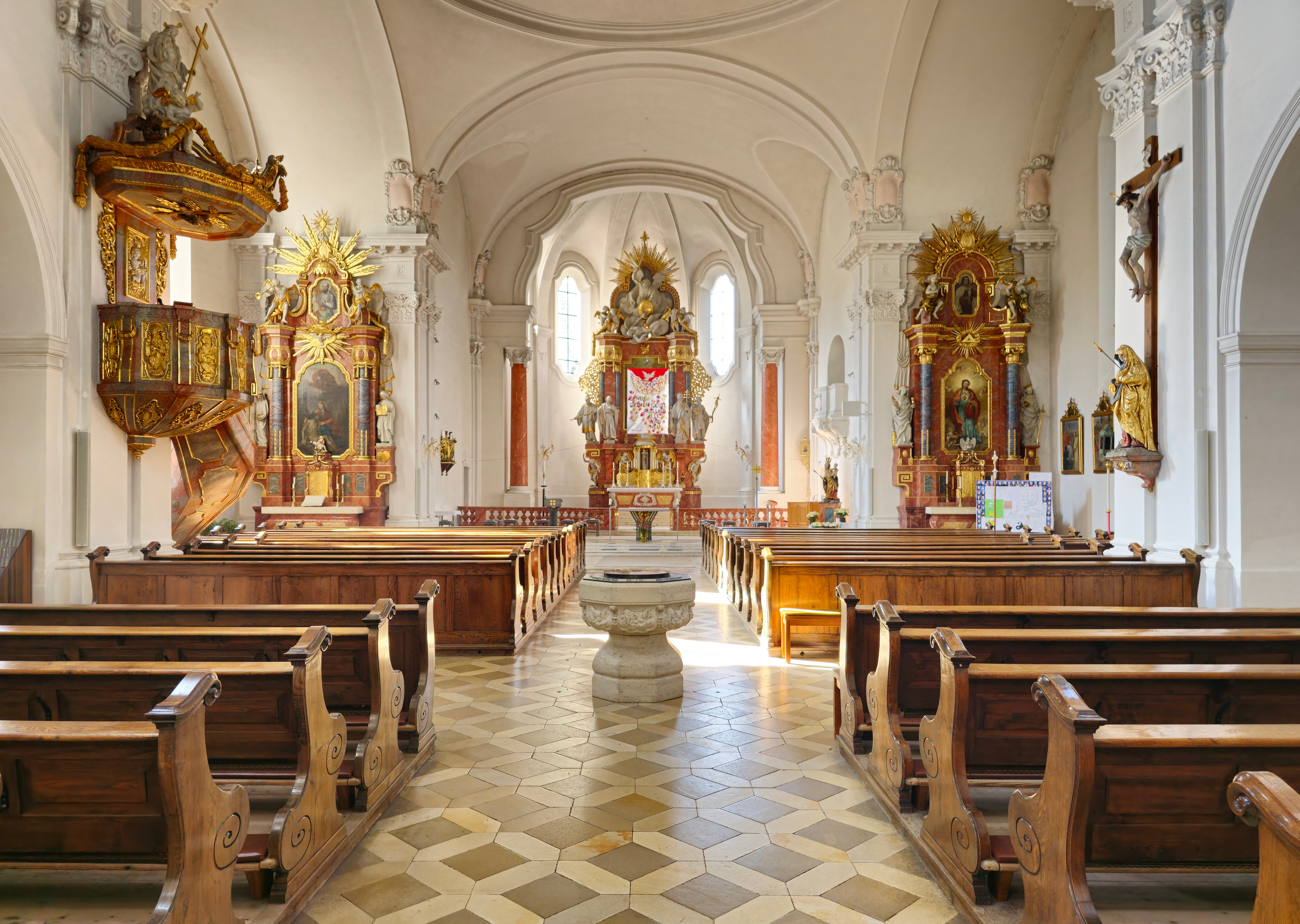
Innenansicht von Neu St. Margaret (2023)

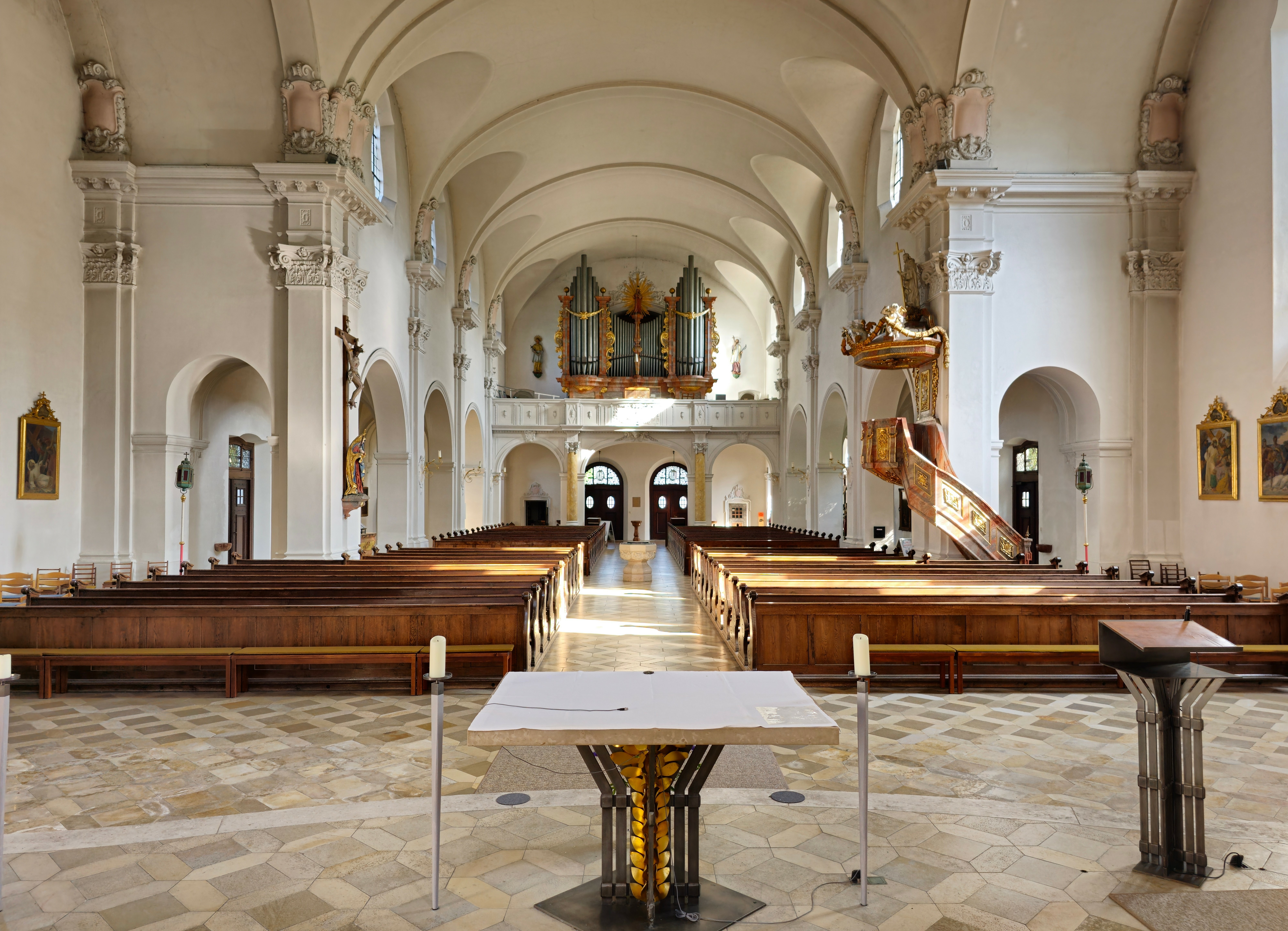
Innenansicht, Blick zur Orgel

### Geschichte
Im Zuge des Bevölkerungswachstums durch die Industrialisierung, das 1928 schließlich zur Eingemeindung Achdorfs nach Landshut führte, war die alte Pfarrkirche bereits Mitte des 19. Jahrhunderts zu klein geworden. Da ein Kirchenneubau aus finanziellen Gründen scheiterte, wurde 1889 ein Kirchenbauverein gegründet, welcher erst 1951 wieder aufgelöst wurde. Mit konkreten Planungen für den Neubau konnte der Architekt Heinrich Hauberrisser 1906 beginnen, im August 1909 wurde der Grundstein für die neue Pfarrkirche gelegt. Die Arbeiten wurden im November 1911 abgeschlossen, wobei allerdings noch keine Innenausstattung vorhanden war. Da die finanziellen Mittel nun erneut aufgebraucht waren und die Arbeiten durch den Ersten Weltkrieg eingestellt werden mussten, zog sich der Innenausbau der Kirche bis 1922 hin. Am 19. November dieses Jahres weihte Kardinal Faulhaber das Gotteshaus und vertraute es der heiligen Margareta von Antiochia als Patronin an.

### Beschreibung
Die neue Pfarrkirche hat 694 Sitzplätze und ist mit einer Länge von 60 Metern und einer Breite von 25 Metern deutlich geräumiger als der Vorgängerbau. Sie besitzt ein vierjochiges Langhaus, ein breites Querschiff und einen in fünf Seiten geschlossenen Chor. Der viergeschossige Turm mit quadratischem Grundriss und Haube in barockisierenden Formen schließt nördlich an den Chor an. Die Gliederung des Kircheninneren vollzieht sich durch stuckierte Pilaster, welche über Kompositkapitelle in die Gurtbögen des Gewölbes übergehen. Ursprünglich war wohl eine umfangreiche Ausmalung des Kirchenraumes geplant, welche aus Kostengründen nicht ausgeführt wurde.
Der Hochaltar wurde nach den Plänen Hauberrissers in den Jahren 1913 und 1914 von einem Regensburger Bildhauer gefertigt. Das Altarblatt, das die heilige Margareta als Beschützerin Achdorfs zeigt, wird von zwei hellen Rotmarmorsäulen flankiert; im oberen Teil des Altaraufbaus befindet sich ein Relief des Erzengels Michael, des Bezwingers Luzifers. Die 1930 von Jakob Adlhart aus Hallein geschaffenen Seitenaltäre sind in ihrer Gestaltung an den Hochaltar angelehnt. Die Kanzel ist rot-grau marmoriert und enthält vergoldete Reliefs der Evangelistensymbole, der Kanzeldeckel eine Figur des Auferstandenen und eine Taube als Symbol des Heiligen Geistes. Die Orgelempore im hintersten Langhausjoch, getragen von gelb marmorierten Säulen, zeigt bereits Elemente des frühen Jugendstils. Die Orgel mit 24 Registern auf zwei Manualen und Pedal wurde 1937 von Hans Haas aus München gebaut. Eine Sanierung erfolgte 2005. Ein Positiv mit fünf Registern stammt von Thomas Jann. Interessant sind auch die Kreuzwegtafeln mit realistisch gemalten Stationen, deren Rahmen mit originalen Rokokoaufsätzen aus der Friedhofskapelle in Pilsting stammen.